# Sylvia Karres
Sylvia Karres (Leiden, 8 november 1976) is een voormalig Nederlandse hockeyspeelster die van 2003 tot 2006 spits was van het Nederlands elftal.
Zij kwam ook uit voor LSC Alecto en Amsterdam H&BC. Karres was onderdeel van het team dat zilver won tijdens de Olympische Spelen van Athene in 2004. Zij maakte ook deel uit van het elftal dat Wereldkampioen werd tijdens de WK hockey in Madrid in 2006. Zij was daar topscorer met zes doelpunten.
In oktober 2006 maakte zij bekend te stoppen als hockey-international.
Minke Booij · 
Ageeth Boomgaardt · 
Chantal de Bruijn · 
Mijntje Donners · 
Miek van Geenhuizen · 
Sylvia Karres · 
Lieve van Kessel · 
Fatima Moreira de Melo · 
Eefke Mulder · 
Lisanne de Roever · 
Maartje Scheepstra · 
Janneke Schopman · 
Clarinda Sinnige · 
Minke Smabers · 
Jiske Snoeks · 
Macha van der Vaart ·
Coach: Marc Lammers
- International Standard Name Identifier: 0000 0003 6885 6246
- Nederlandse Thesaurus van Auteursnamen: 322835747
- Virtual International Authority File: 291534911
- WorldCat: E39PBJq6RJhd3hDdK6hhDg4Dv3